# Damini
Damini is een Bollywoodfilm uit 1993 geregisseerd door Rajkumar Santoshi. Hoofdrollen zijn voor Rishi Kapoor, Meenakshi Sheshadri, Sunny Deol, Amrish Puri, Tinu Anand en Paresh Rawal. 
De film werd door de kritiek goed onthaald. Het was de Bollywoodfilm met de op vijf na grootste opbrengst dat jaar. Sunny Deol kreeg een Filmfare en een National Film Award voor zijn rol.

## Verhaal
De schone en eerlijke Damini huwt Shekhar Gupta, een rijke zakenman. Ze is getuige van de aanranding van het dienstmeisje door de jongere broer van haar man. De familie Gupta wil het bewusteloze meisje stil laten verdwijnen, maar Damini informeert de politie en wordt uitgestoten. 
Wanneer Damini als getuige in de rechtszaak verschijnt schildert haar schoonfamilie haar af als geestelijk labiel. Ze wordt in een inrichting opgenomen, maar kan de kwelling niet aan en ontsnapt. Govind, een alcoholistische advocaat, bewijst dat het inmiddels overleden meisje geen zelfmoord heeft gepleegd.
De enige die de situatie van Damini kan verbeteren is haar man. Om de eer van de familie te redden moet ook hij vermoord worden. Na een moordpoging verschijnt hij net op tijd in de rechtszaal. Zijn broer wordt veroordeeld en Damini wordt onthaald als heldin van rechtvaardigheid.

## Rolverdeling
| Acteur               | Personage                    |
| -------------------- | ---------------------------- |
| Meenakshi Sheshadri  | Damini Gupta                 |
| Rishi Kapoor         | Shekhar Gupta                |
| Sunny Deol           | Govind                       |
| Amrish Puri          | Advocaat Indrajit Chaddha    |
| Anjan Srivastav      | Chandrakant (Damini's vader) |
| Paresh Rawal         | Dhr. Bajaj                   |
| Kulbhushan Kharbanda | Dhr. Gupta                   |
| Rohini Hattangadi    | Mw. Gupta                    |
| Vijayendra Ghatge    | Inspecteur Kadam             |
| K.K. Raina           | Shekhars vriend              |
| Tinnu Anand          | Shekhars oom                 |